# ASUS ZenFone 5 (2018年)
ZenFone 5（ゼンフォン ファイブ）は、中華民国（台湾）のASUSによって開発された、第4世代移動通信システム対応のSIMフリーAndroidスマートフォンである。

## 概要
2018年2月27日（現地時間）、スペインのバルセロナで開催された「MWC 2018」に合わせたイベントで発表された。
2018年4月12日に台湾で発売され、日本では同年5月18日に発売された。